# Friedrich von Luxburg

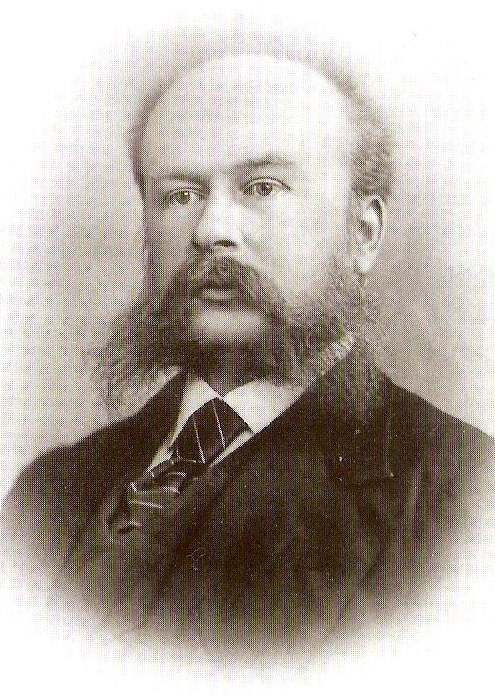
Friedrich Graf von Luxburg (1875)

Friedrich Reinhard Karl Ludwig Graf  von Luxburg (* 21. August 1829 in Laubegast; † 23. November 1905 in Würzburg) war ein bayerischer Kämmerer und Regierungspräsident von Unterfranken.

## Herkunft

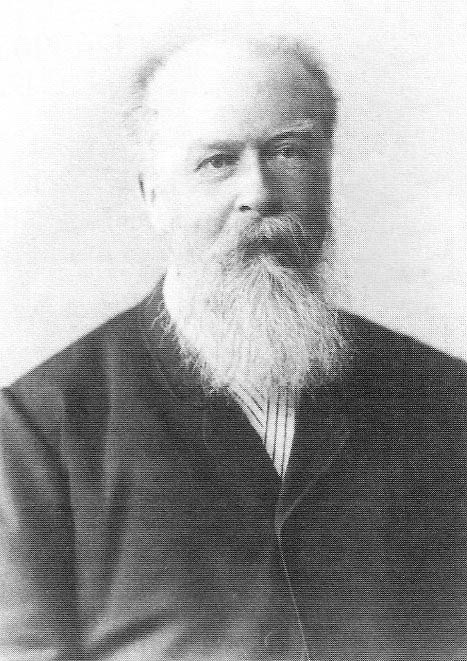
Friedrich Graf von Luxburg
(Graf-Luxburg-Museum, Aschach)

Friedrich Graf von Luxburg entstammte dem Ratsgeschlecht der Girtanner aus St. Gallen (Schweiz), die dort bereits 1386 erwähnt, 1776 nach ihrem Besitz Schloss Luxburg in Egnach am Bodensee als „Ritter Girtanner Edler von Luxburg“ in den Reichsritterstand, 1779 in den Reichsfreiherrnstand und 1790 in den Reichsgrafenstand erhoben worden waren.
Er war der Sohn des königlich bayerischen Kämmerers und Gesandten Friedrich von Luxburg (1783–1856), der mit seinen Geschwistern am 11. Januar 1813 im Königreich Bayern in der Grafenklasse immatrikuliert wurde, und der Maria Anna Freiin von Gumppenberg (1793–1854), Schwester des bayerischen Landtagsabgeordneten Wilhelm von Gumppenberg.

## Leben
Friedrich von Luxburg besuchte von 1840 bis 1845 das Collège Le Grand in Paris, danach war er Page am bayerischen Königshof Ludwigs I. in München. Später studierte er Rechtswissenschaften an den Universitäten Heidelberg, Berlin und München und machte 1853 sein juristisches Staatsexamen.
Im Jahr 1856 wurde er als Amtsnachfolger von Wilhelm Bucher Landrichter, Bezirksamtmann und Badkommissar (Kurdirektor) in Kissingen. In dieser Zeit kaufte er 1860 die Gebäude des Klosters Hausen und richtete darin eine Distriktsrettungsanstalt für Mädchen ein, woraus später ein Kinderheim wurde. 1863 wurde er von Joseph von Parseval abgelöst. Danach war er Richter in Regensburg und München.
Von 1867 bis 1868 sowie zwischen 1871 und 1881 war er Mitglied des Deutschen Reichstags, wo er von 1871 bis 1874 den Wahlkreis Unterfranken 4 (Neustadt an der Saale) vertrat und sich der Fraktion der Liberalen Reichspartei anschloss. Nach deren Auflösung schloss er sich der Deutschen Reichspartei an und gehörte von 1877 bis 1881 als Abgeordneter des Wahlkreises Unterfranken 5 (Schweinfurt) dem Reichstag an. Von 1868 bis 1901 war von Luxburg Regierungspräsident des Regierungsbezirks Unterfranken und Aschaffenburg. In dieser Position förderte er vor allem die Landwirtschaft, Industrie, die Bildung und die allgemeine Sozialfürsorge. 1883 veranlasste er die (Teil-)Verlegung der Stadt Wörth am Main auf hochwasserfreies Gelände.

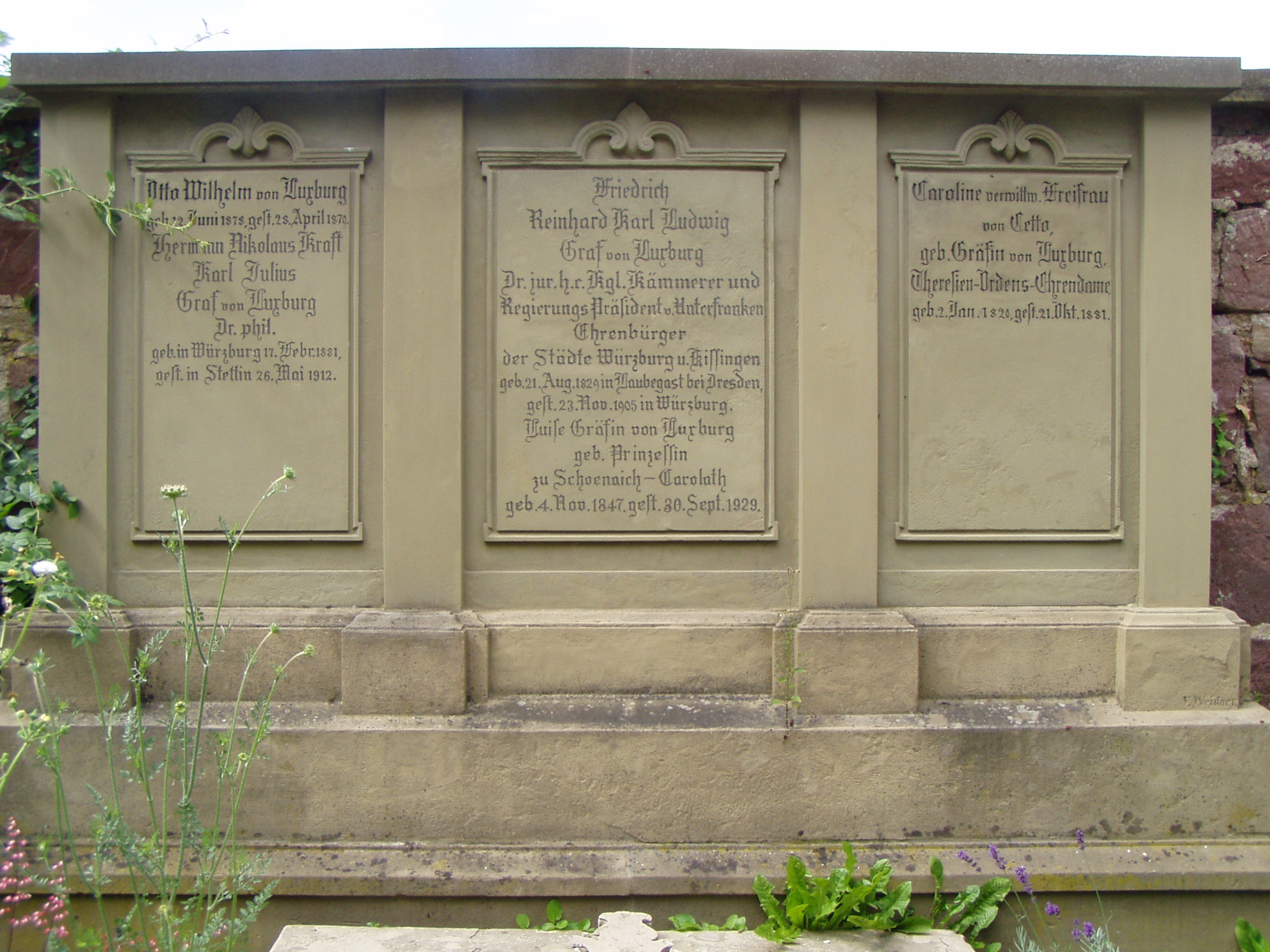
Luxburg-Grabmal
(Kapellenfriedhof, Bad Kissingen)

Im Jahr 1873 erwarb von Luxburg Schloss Aschach bei Bad Kissingen als Familienbesitz und baute es aus. Im Jahr 1955 schenkte sein Sohn Karl von Luxburg den gesamten Besitz dem Bezirk Unterfranken. Heute kann das Schloss mit seinen Nebengebäuden als Museum besichtigt werden.
Als Kunstliebhaber gründete er 1893 den Fränkischen Kunst- und Altertumsverein in Würzburg, der heute noch als Freunde Mainfränkischer Kunst und Geschichte besteht. Zu seinen fachkundigen Beratern bei der Anschaffung von Kunstwerken für seine Sammlung gehörte auch sein Freund Karl Streit aus Bad Kissingen.
Am 23. November 1905 starb Friedrich von Luxburg im Alter von 76 Jahren in Würzburg. Seine Grabstätte befindet sich auf dem Kapellenfriedhof in Bad Kissingen.

## Familie
Friedrich von Luxburg heiratete am 21. September 1869 auf Schloss Carolath bei Beuthen an der Oder, Niederschlesien Luise Prinzessin von Schoenaich-Carolath-Beuthen (* 4. November 1847 in Breslau, Niederschlesien; † 30. September 1929 in München), die Tochter des Ludwig Prinz von Schoenaich-Carolath-Beuthen (1811–1862) und der Wanda Gräfin Henckel von Donnersmarck (1826–1907).
Das Paar hatte folgende Kinder:
- August-Friedrich  (* 4. März 1871; † 22. Oktober 1956)

⚭ Valerie Adele Maria Schalek (* 30. November 1874; † 17. Oktober 1939)
⚭ Amalia von Crailsheim (* 12. November 1889; † 26. Oktober 1965)
- Karl-Ludwig  (* 10. Mai 1872; † 2. April 1956) ⚭ Carola Martinez (* 29. September 1877; † 7. Januar 1968)
- Heinrich (* 26. September 1874; † 28. Juli 1960) ⚭ Maria, Gräfin Schlitz genannt von Görtz (* 20. August 1883; † 22. März 1946)
- Hermann (* 17. Februar 1881; † 26. Mai 1912) ⚭ Anna Elisabeth Fuchs (* 4. Dezember 1882; † 3. Dezember 1940)
- Guido (* 13. August 1885; † 14. August 1932), ledig

## Ehrungen
- Ehrenbürger von Bad Kissingen (1893), Volkach (1893) und Würzburg
- Ehrendoktorwürde der juristischen Fakultät (Dr. iur. h. c.)

## Sonstiges
- die Apfelsorte Graf Luxburg Parmäne wurde ihm zu Ehren benannt